# Sint-Petruskerk (Bazel)

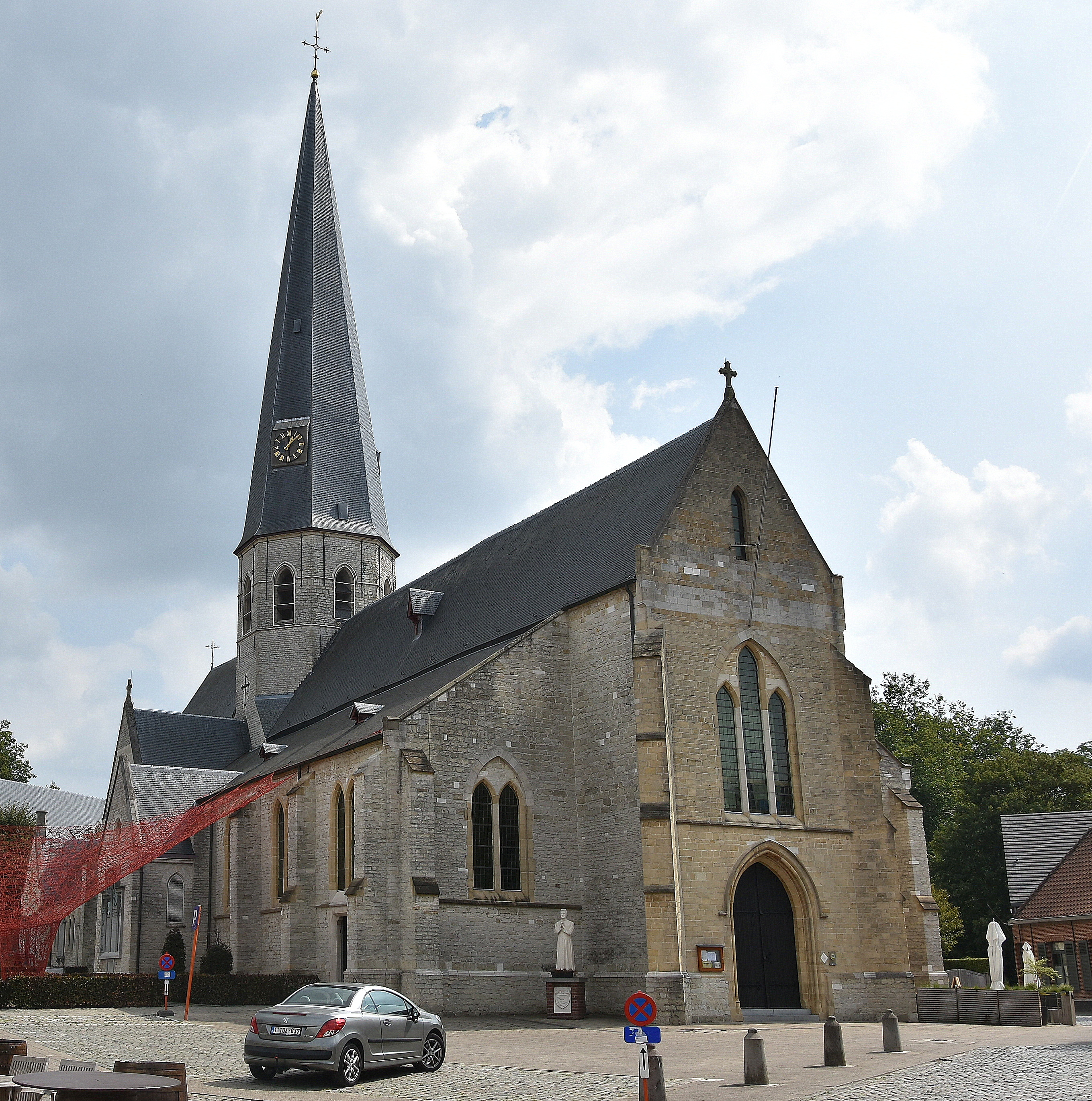
De Sint-Petruskerk

De Sint-Petruskerk is een kerkgebouw in de Belgische deelgemeente Bazel. De kerk is toegewijd aan apostel Petrus.

## Bouwgeschiedenis
Deze kerk heeft, zoals zovele andere kerken, een bewogen bouwgeschiedenis achter de rug. De oudste delen zijn uit de 14e eeuw. Op deze plek stond een gebedshuis dat, volgens A. Maris, in 964 de status van parochiekerk had. Een romaanse kerk werd in 1364 vervangen door een gotische kruiskerk met een vieringtoren.
In 1560 verving men het priesterkoor door een groter koor en in 1612 werden in dit koor stenen kruisribgewelven aangebracht. Rond 1656 werd het houten tongewelf van het middenschip vervangen Later in de 17e eeuw werd het dak van het middenschip verhoogd en kreeg de kerk nieuwe zijbeuken in 1666 en 1699. In 1714 werd de sacristie heropgebouwd. 

### 19e-eeuwse veranderingen
In de 19e eeuw bouwde de burggraaf Vilain XIIII een grafkapel en een familieloge aan het koor in neogotische stijl. Een brand in 1879 zorgde voor de restauratie van het koor en verruiming van de benedenkerk door afbraak van de voorgevel en toevoegen van een travee aan de middenbeuk en het portaal. Verder ontdeed men de zuilen en bogen van hun storend pleisterwerk. De stenen gewelven van 1656 herlegde men twee meter hoger om overeen te komen met het gewelf van het portaal en doksaal. In 1920 bouwde men tegen de noordelijke langsmuur een rechthoekige kapel ter ere van het Heilig Hart gebouwd (anno 2018 ketelhuis voor de centrale verwarming).

## Galerij

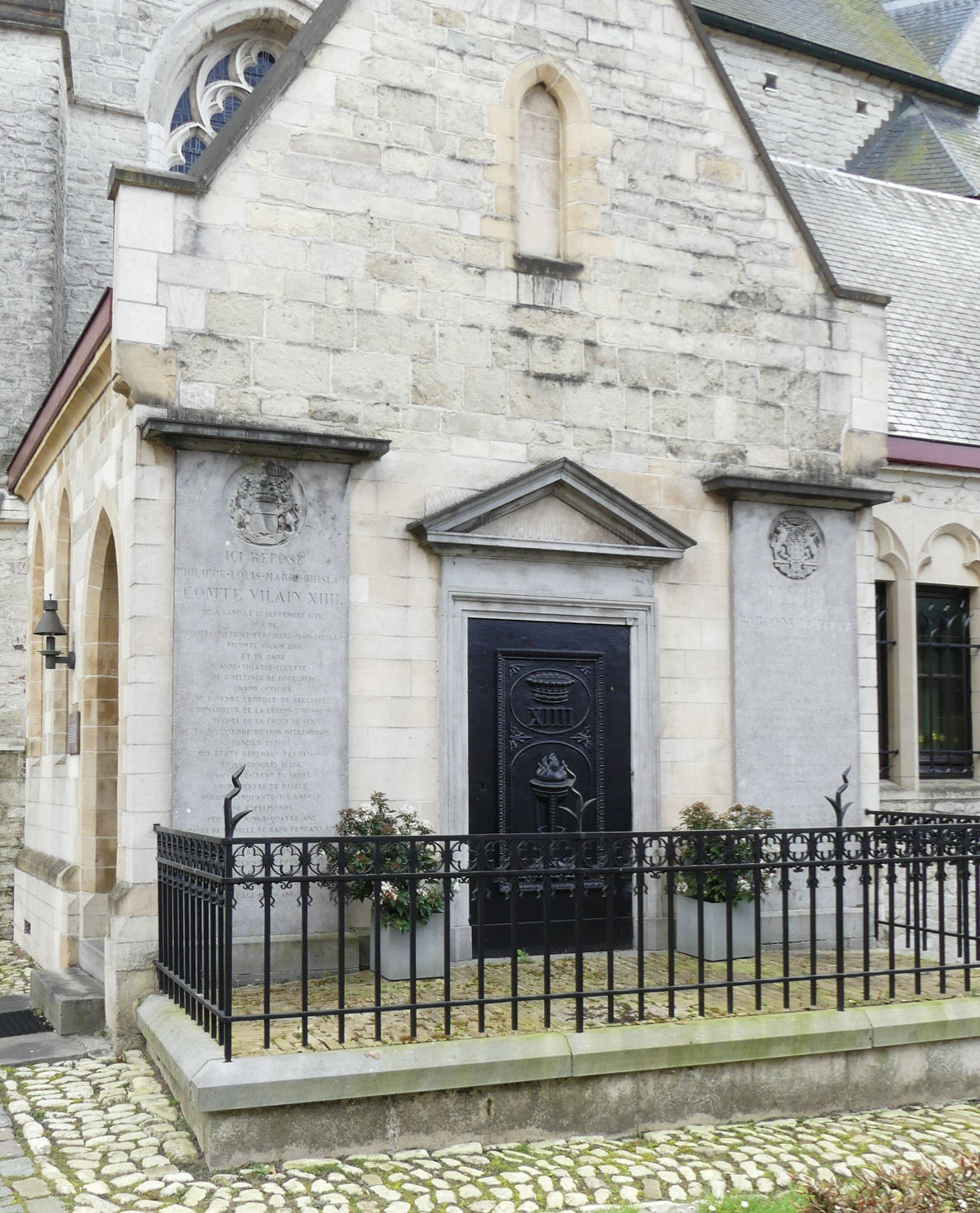
Grafkapel van burggraaf Vilain XIIII
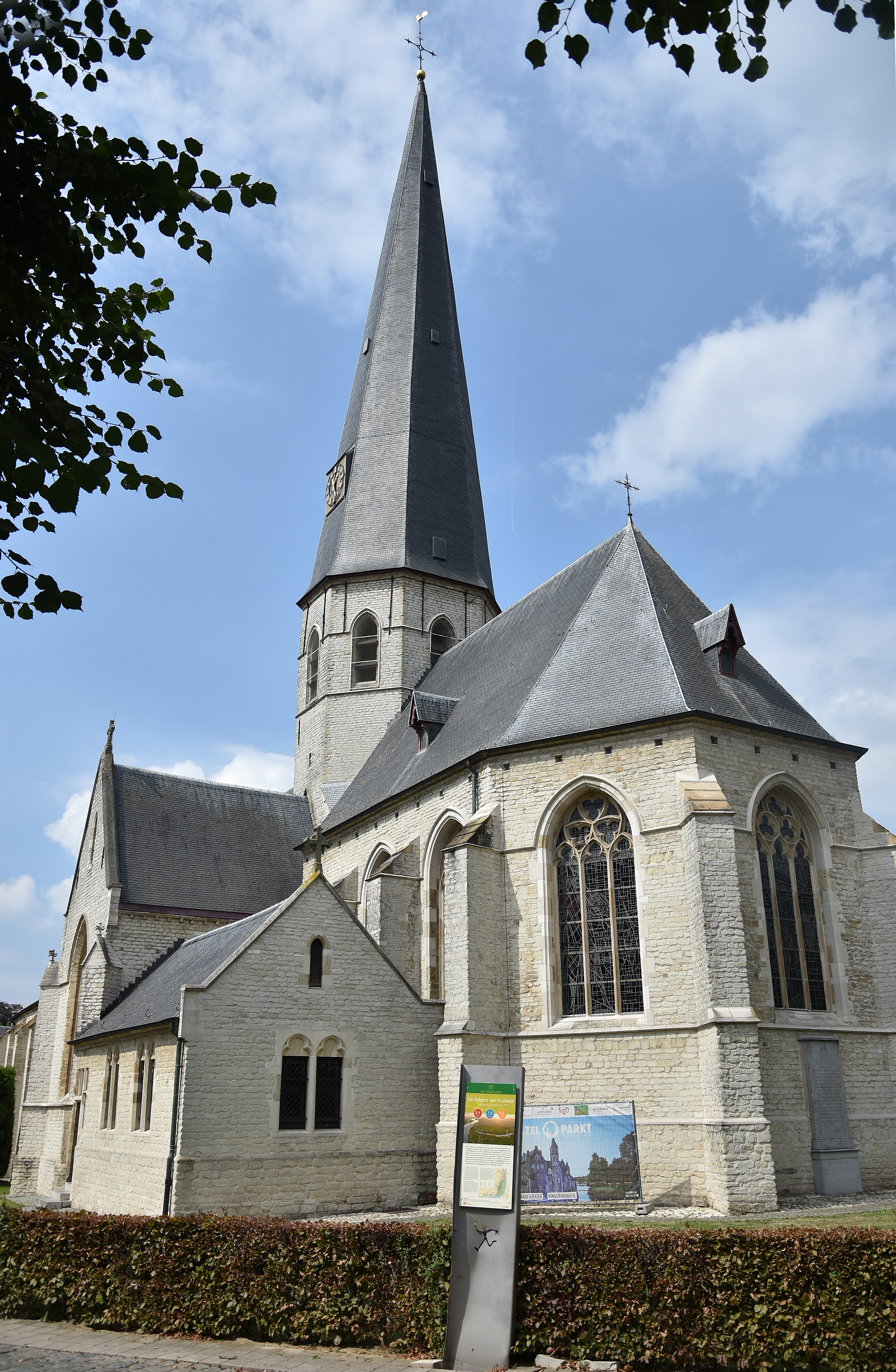
De Sint-Petruskerk met gezicht op het koor
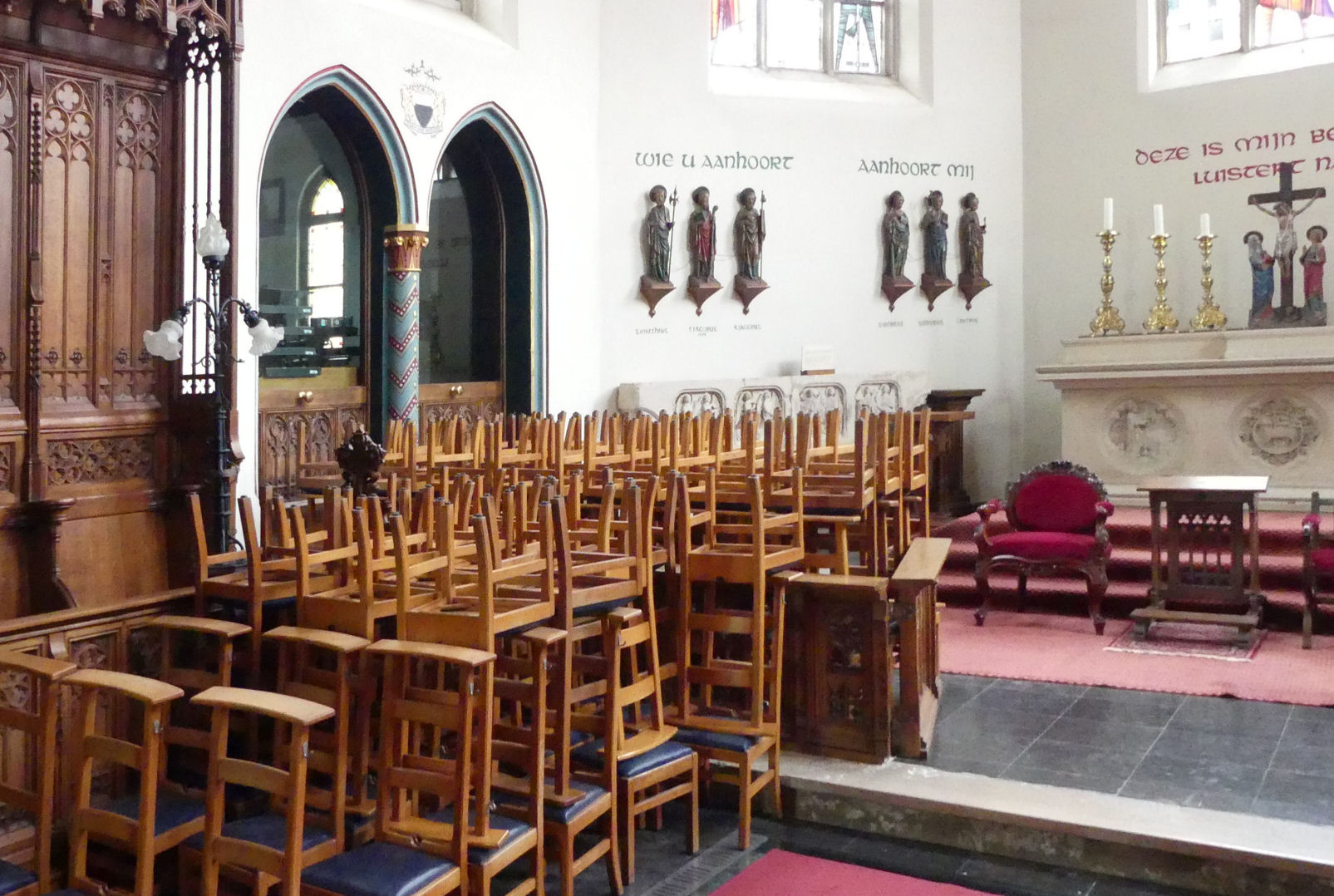
Loge (links) van de burggraaf, hoogkoor.
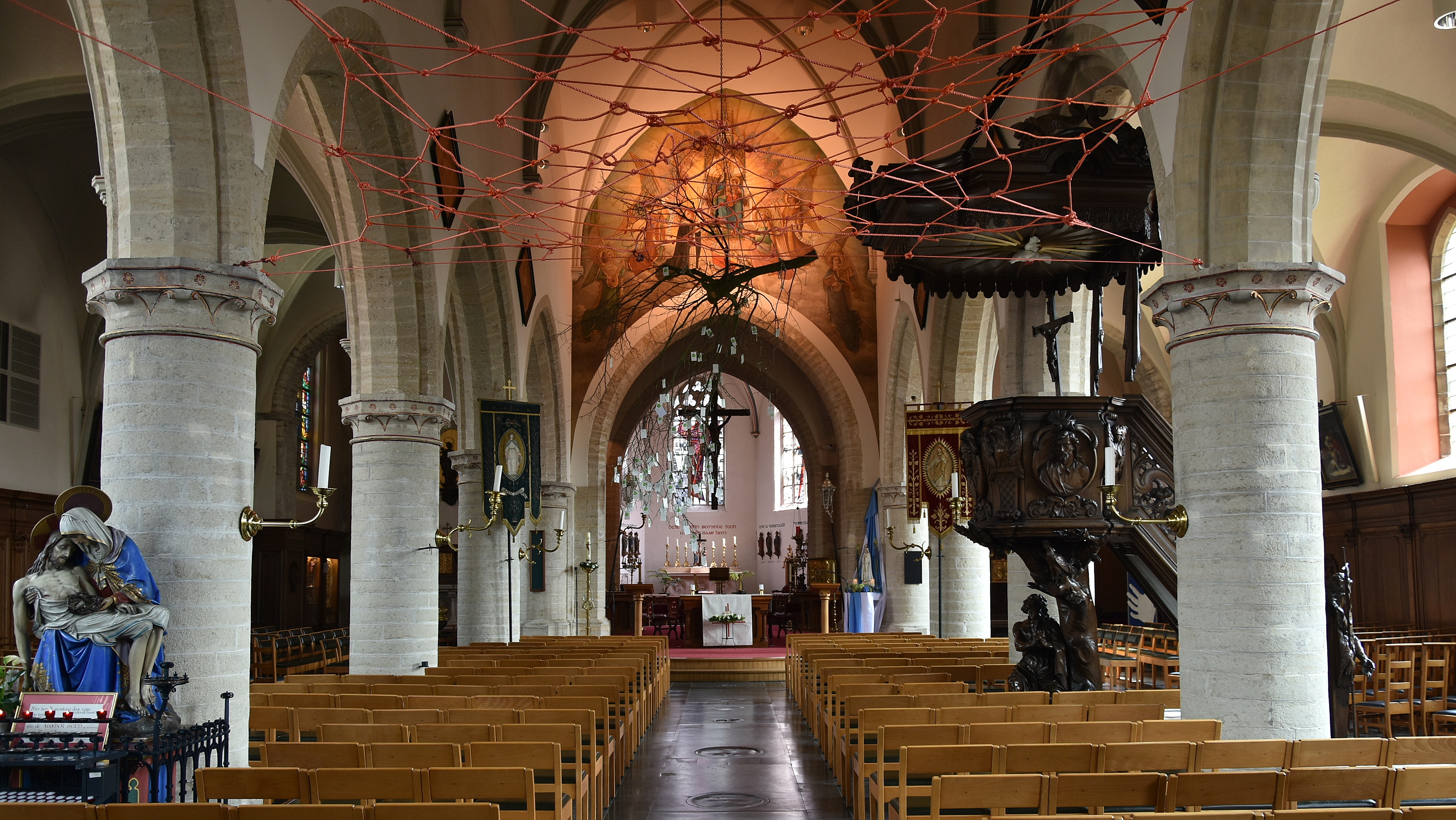
De middenbeuk
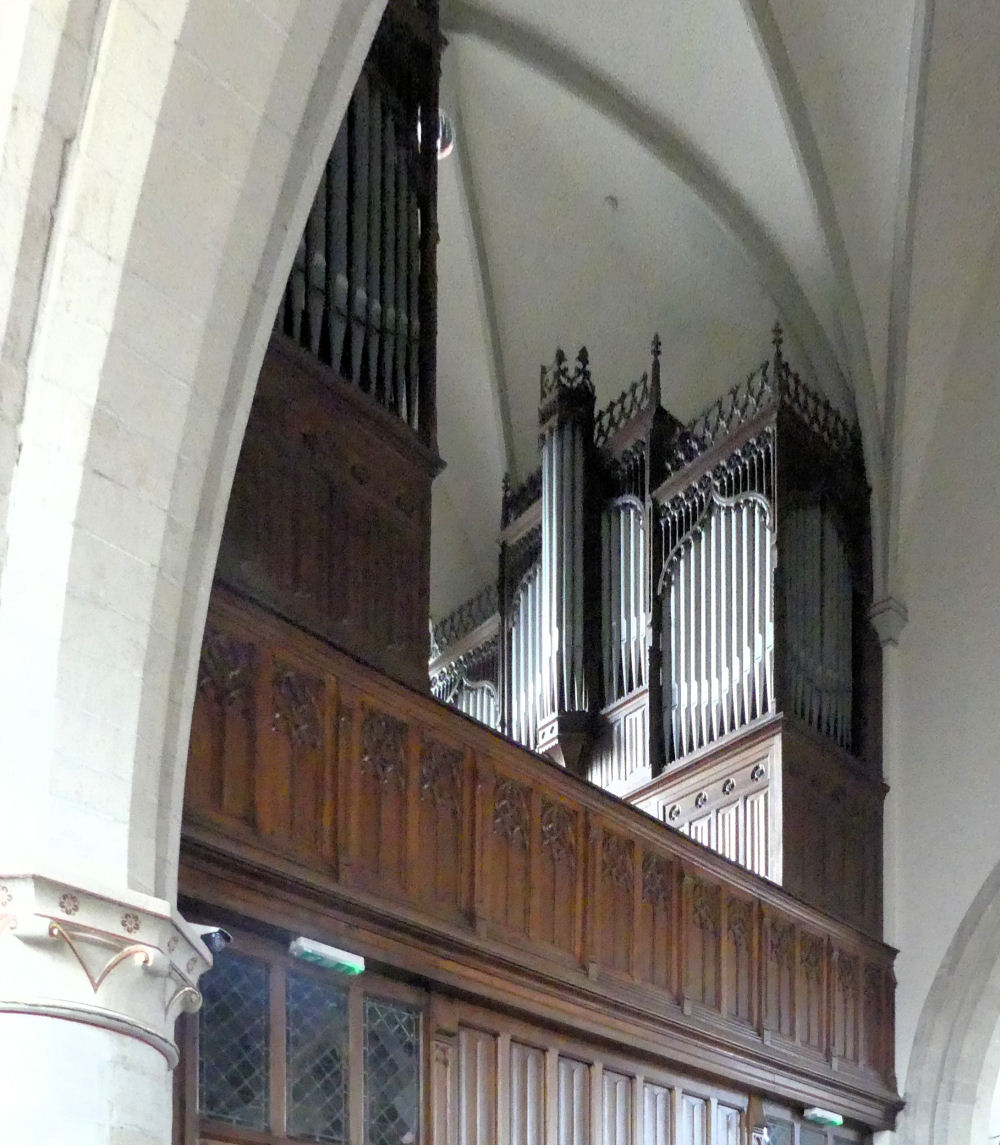
Het orgel
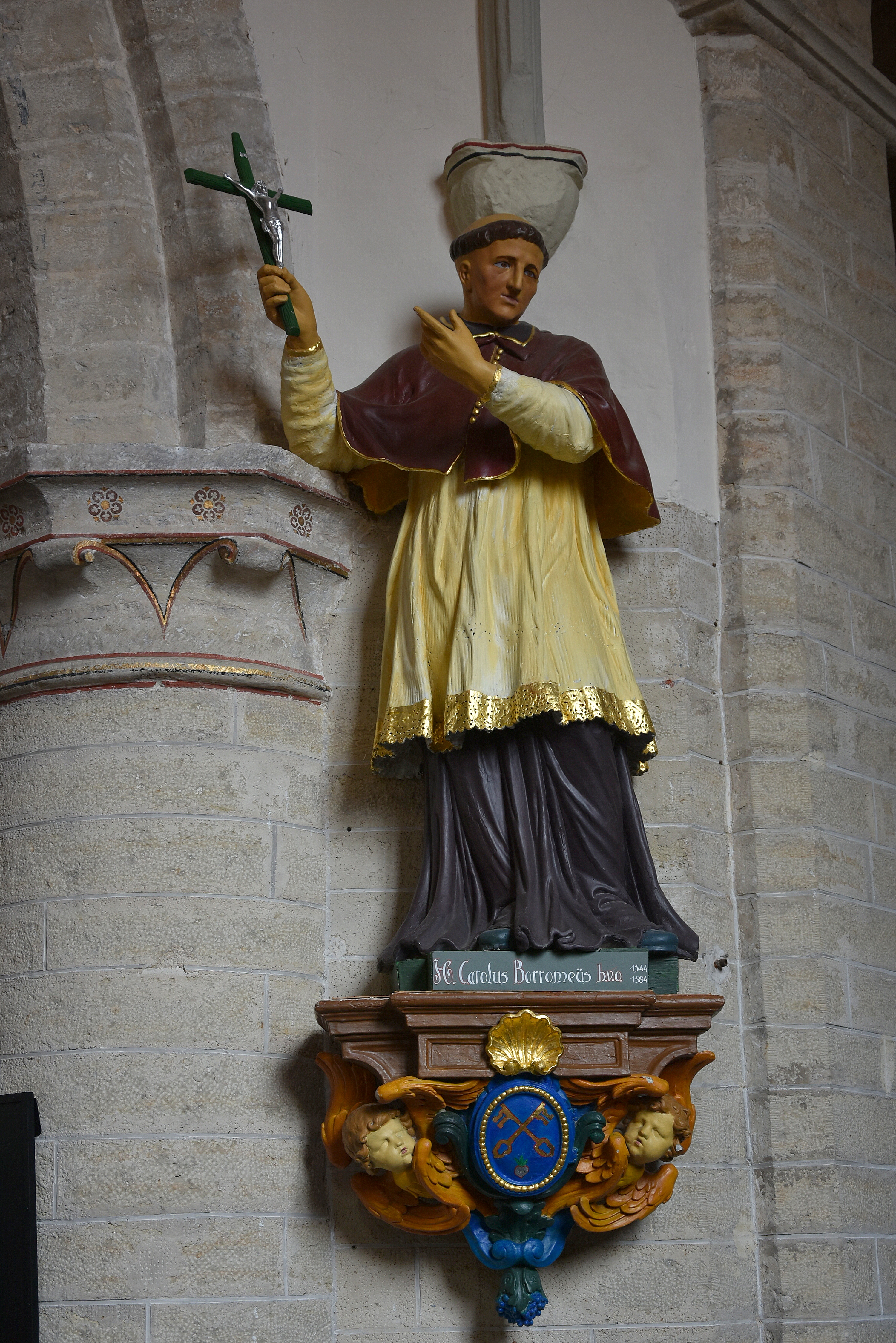
Carolus Borromeus
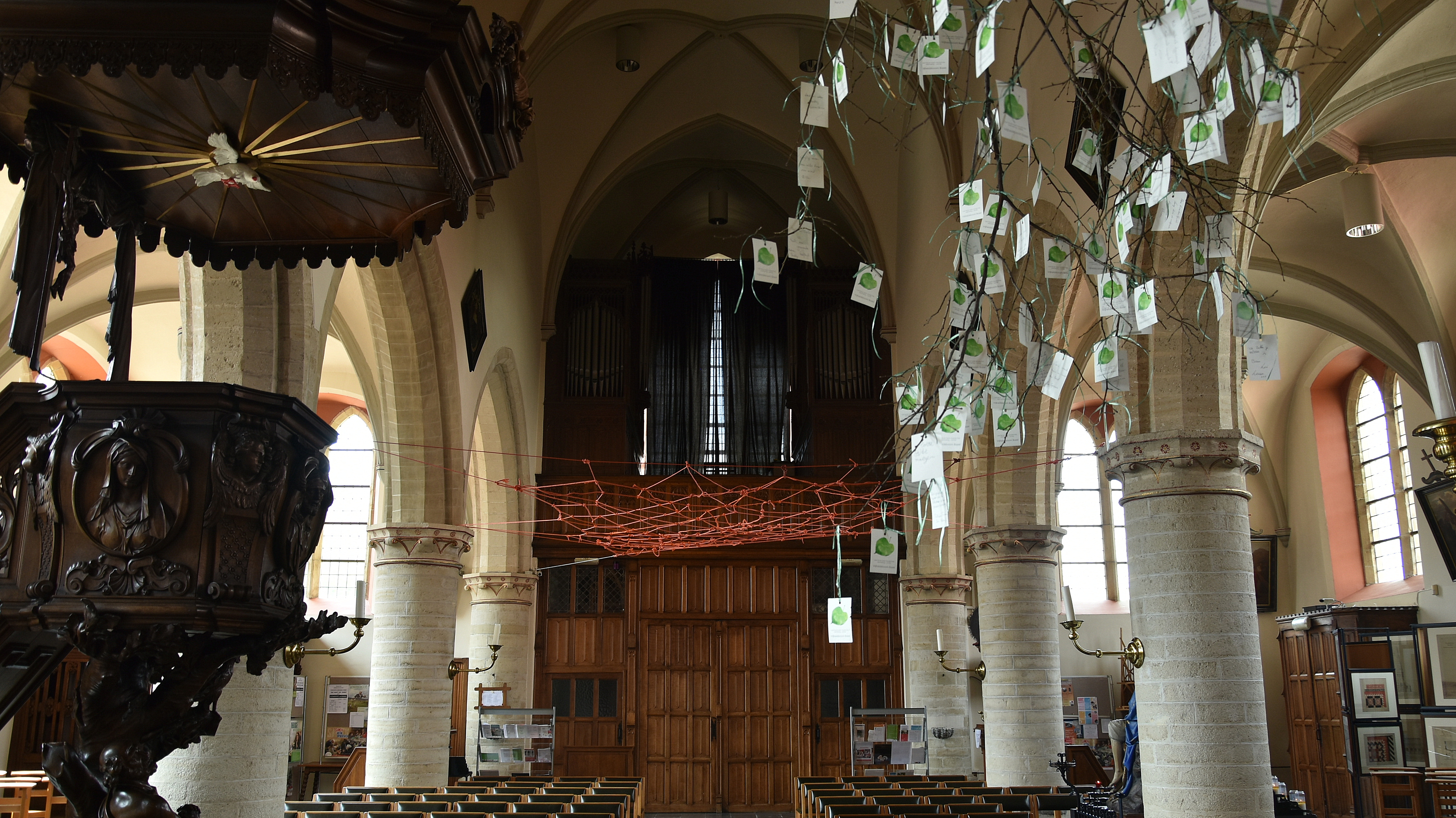
Achterzijde van de middenbeuk